# Triatleet van het Jaar
Triatleet van het Jaar is een jaarlijkse prijs in het triatlon in België. De verkiezing werd een eerste maal ingericht in 2018 door 3athlon.be. Sinds 2021 wordt ze georganiseerd door de Belgische triatlonfederatie.

## Erelijst

### Heren
- 2018: Bart Aernouts[1]
- 2019: Jelle Geens[2]
- 2021: Marten Van Riel[3]
- 2022: Jelle Geens[4]

### Dames
- 2018: Katrien Verstuyft[5]
- 2019: Alexandra Tondeur[6]
- 2021: Claire Michel[7]
- 2022: Jolien Vermeylen[8]